# ზ
Zeni (asomtavruli Ⴆ, nuskhuri ⴆ, mkhedruli ზ) es la séptima letra del alfabeto georgiano.
En el sistema de numeración georgiana tiene un valor de 7.
Zeni comúnmente representa la fricativa alveolar sonora /z/ como la pronunciación en inglés o francés de ⟨z⟩.

## Letra
| asomtavruli | nuskhuri | mkhedruli |
| ----------- | -------- | --------- |
|             |          |           |

## Codificaciones informáticas
| asomtavruli | nuskhuri | mkhedruli |
| ----------- | -------- | --------- |
| U + 10A5    | U + 2D05 | U + 10D5  |

## Braille
| mkhedruli |
| --------- |
|           |